# 사우디아라비아 요리

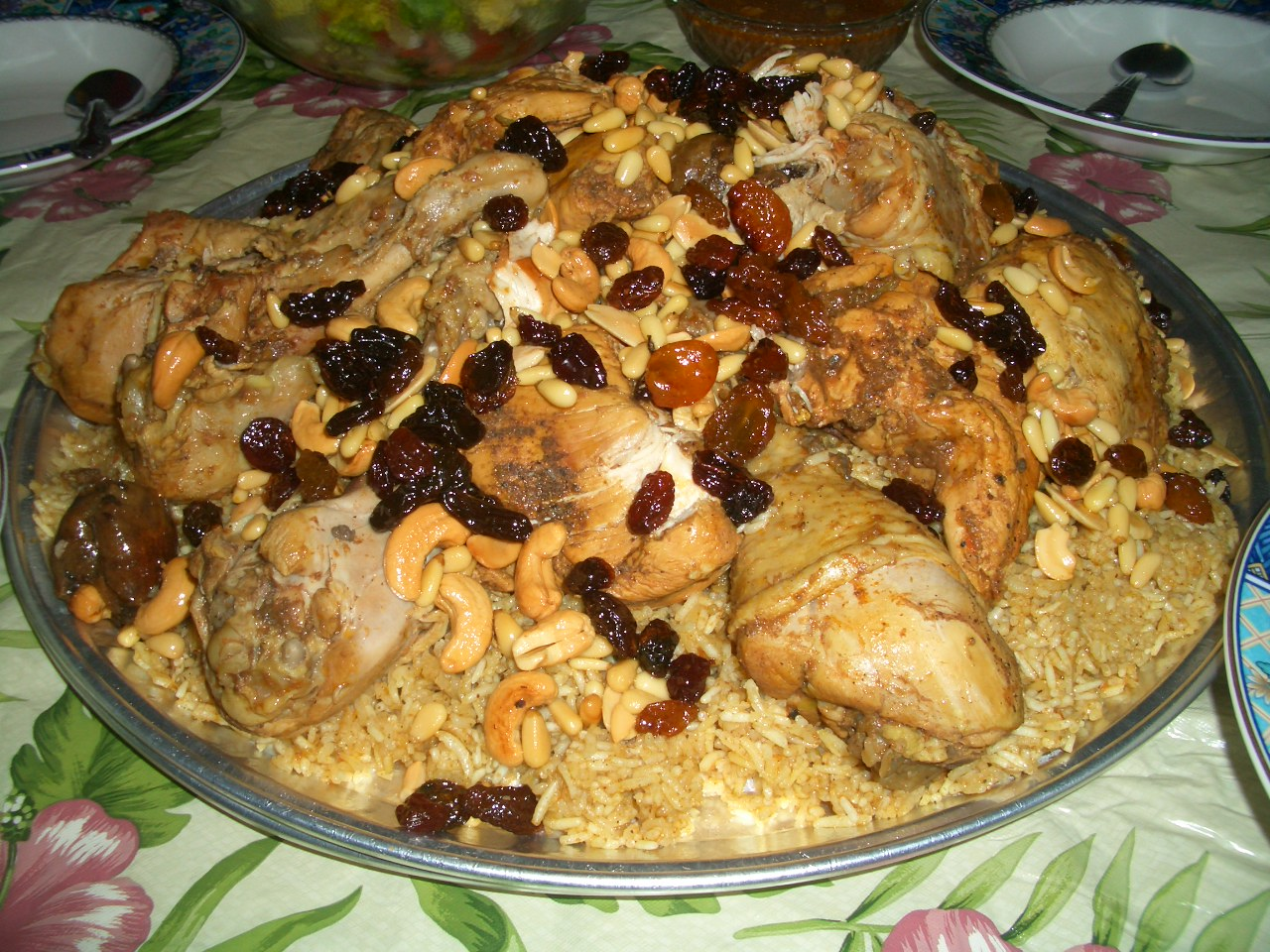
캅사

사우디아라비아 요리(Saudi Arabia 料理, 아랍어: مطبخ سعودي 마트바크 수우디이[*])는 서남아시아에 있는 사우디아라비아의 요리이다.

## 음식

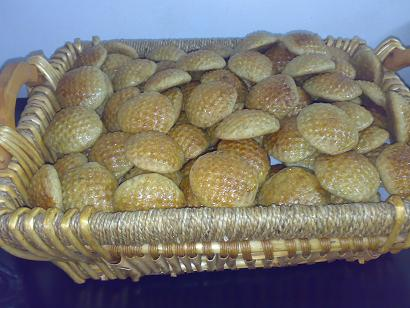
킬레차(클레이차)

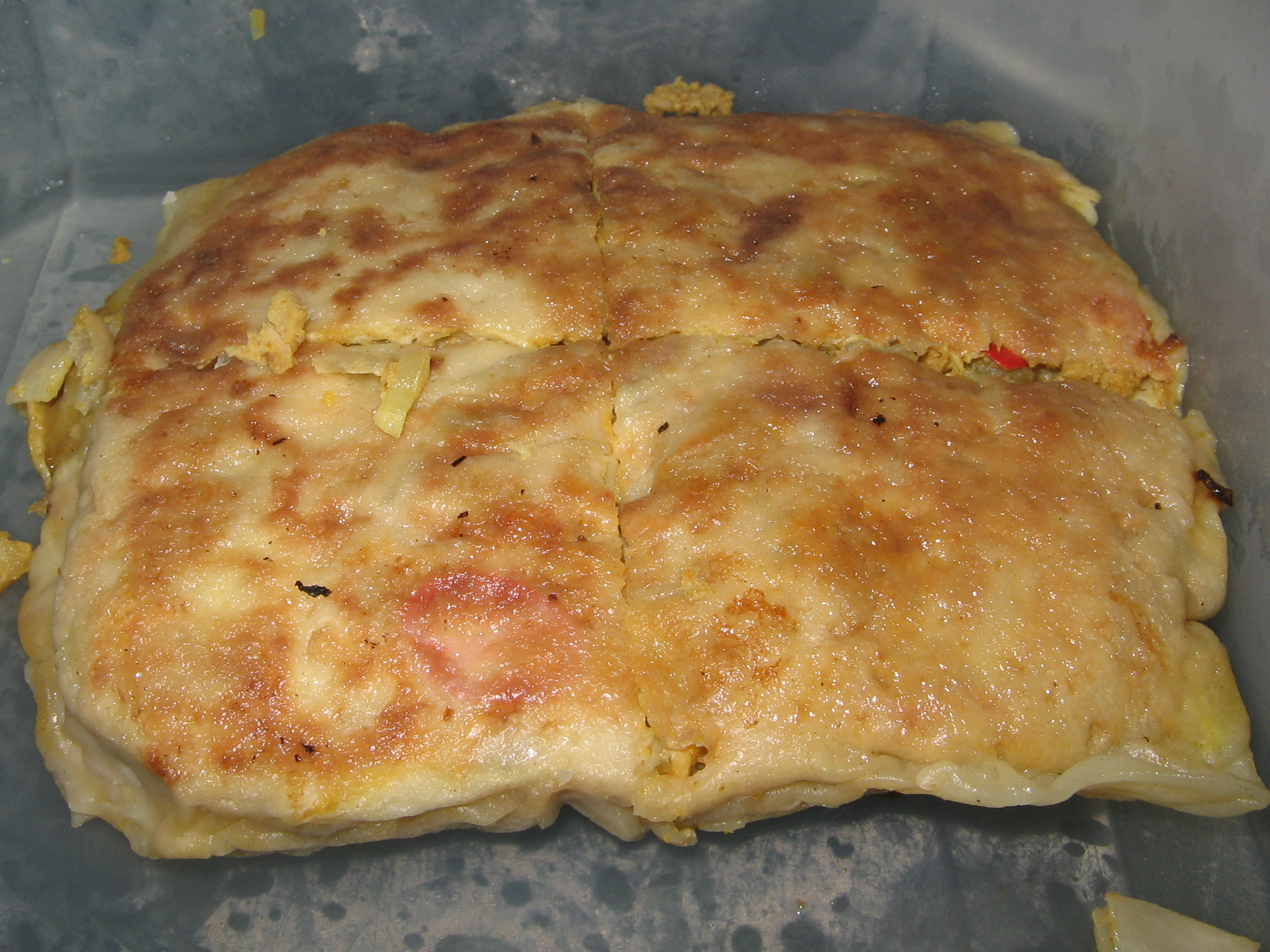
무탑바끄

사우디아라비아 음식의 일반적인 품목에는 밀, 쌀, 양고기, 닭고기, 요구르트, 감자, 해산물 및 대추가 포함된다.
추가 음식은 다음과 같다:
- 하리스
- 하니드
- 히니니
- 꾸지
- 만디
- 카아크
- 캅사
- 마르꾸끄
- 아시다
- 무탑바끄
- 사모사
- 살리그
- 잘라브
- 타리드
- 만트
- 빌라프
- 쿠나파
- 무할레비
- 바스부사
- 굴라치
- 클레이차

## 같이 보기
- 아랍 요리
- 중동 요리